# 押水郵便局
押水郵便局（おしみずゆうびんきょく）は、石川県羽咋郡宝達志水町にある郵便局。民営化前の分類では集配特定郵便局であった。

## 概要
住所：〒929-1399 石川県羽咋郡宝達志水町今浜ト141-2

## 沿革
- 1872年（明治5年）旧7月 - 今浜（いまはま）郵便取扱所として開設[1]。
- 1875年（明治8年）1月1日 - 今浜郵便局（五等）となる。
- 1884年（明治17年）6月30日 - 廃止。
- 1886年（明治19年）4月22日 - 今浜郵便受取所として再設置。
- 1891年（明治24年）4月30日 - 廃止。
- 1902年（明治35年）3月10日 - 今浜郵便受取所として再々設置。
- 1902年（明治35年）10月6日 - 為替・貯金取扱を開始。
- 1902年（明治35年）12月16日 - 今浜郵便局となる。
- 1912年（明治45年）2月16日 - 末森（すえもり）郵便局に改称。
- 1955年（昭和30年）4月1日 - 押水郵便局に改称[2]。
- 1955年（昭和30年）9月1日 - 南大海郵便局[3]から電報配達事務の一部[4]を移管。
- 1956年（昭和31年）3月11日 - 中荘郵便局[5]から電話交換事務を移管。
- 1961年（昭和36年）10月1日 - 柏崎簡易郵便局[6]から貯金業務を移管。
- 1969年（昭和44年）6月20日 - 電話交換業務を羽咋電報電話局に移管。
- 1985年（昭和60年）10月1日 - 電話の加入および料金に関する簡易な事務を羽咋電報電話局に移管。
- 2004年（平成16年）3月22日 - 羽咋郡押水町今浜ヘ310から同町今浜ト141-2に移転[7]。
- 2006年（平成18年）10月10日 - 志雄郵便局から「929-14xx」区域の集配業務を移管。
- 2007年（平成19年）10月1日 - 民営化に伴い、併設された郵便事業羽咋支店押水集配センターに一部業務を移管。
- 2012年（平成24年）10月1日 - 日本郵便株式会社発足に伴い、郵便事業羽咋支店押水集配センターを押水郵便局に統合。

## 取扱内容
- 郵便、印紙、ゆうパック、内容証明
- 貯金、為替、振替、振込、国際送金、国債
- 生命保険、バイク自賠責保険
- ゆうちょ銀行ATM（管轄はゆうちょ銀行金沢支店）
- 地方公共団体事務（公的証明書（宝達志水町納税証明書、同町住民票の写し、同町印鑑登録証明書）の交付）
- 「929-13xx」「929-14xx」区域（羽咋郡宝達志水町の全域）の集配業務
- 風景印

## 周辺
- 宝達志水町役場押水庁舎（旧・押水町役場）
- 石川県立宝達高等学校
- 宝達志水町立押水図書館
- 宝達志水町生涯学習センターさくらドーム２１

## アクセス
- JR七尾線 宝達駅から北西へ700m（徒歩約19分）
- のと里山海道 今浜ICから南東へ約2km、米出ICから北東へ約3km
- 国道249号沿い
- 駐車場あり：11台